# Liste des commanderies templières dans l'Angleterre de l'Est
Cette liste recense les commanderies et maisons de l'ordre du Temple présentes dans l'Angleterre de l'Est.

## Faits marquants et Histoire
À la fin du XIIe siècle, les commanderies présentes dans l'Hertfordshire constituaient une baillie, dite baillie de Weston, avec pour chef-lieu le manoir de Lannock. La commanderie de Baldock et la ville qui s'est développée autour fournissaient alors les principaux revenus, et c'est dans ce comté que fut emprisonné le dernier maître de la province d'Angleterre, Guillaume de la More ((en) William). Il fut détenu dans le château d'Hertford(Hertford) en 1308 en compagnie de deux chevaliers templiers et de six autres frères de l'ordre. On constate que le roi Édouard II d'Angleterre avait alloué une somme supérieure à 18 livres pour son entretien, tirée des revenus de six manoirs dont celui de Temple Chelsing, mais il revint sur sa décision à la fin de cette même année.
Les archives du procès de l'ordre mettent en évidence que la commanderie de Temple Dinsley était devenue la plus importante après celle de Londres à la fin du XIIIe siècle. Elle devait être le chef-lieu de la baillie à ce moment-là, comme l'attestent les nombreux chapitres qui s'y sont tenus, malgré le fait que celle-ci était excentrée par rapport aux axes principaux de la région,.
Dans le Bedfordshire, les templiers ne semblent pas avoir établi de commanderie mais ils y ont reçu des terres et détenaient deux églises (à Langford et à Little Stoughton). 

## Commanderies
| Comté actuel   | Commanderie     | Ville actuelle (à ou près de) | Observations | Image / situation                                                                         |
| -------------- | --------------- | ----------------------------- | --- | ----------------------------------------------------------------------------------------- |
| Hertfordshire  | Baldock         | Baldock                       | , 1re donation avant 1148 reprise: 1309, puis: 1312 aurait également été le siège de l'Ordre du Temple en Angleterre de 1199 à 1254[réf. nécessaire] | 51° 59′ 00″ N, 0° 11′ 34″ O                                                               |
| Essex          | Cressing Temple | Braintree                     | , 1re donation en 1137 reprise: 1309, puis: 1312 | 51° 50′ 14″ N, 0° 36′ 40″ E                                                               |
| Cambridgeshire | Denny Abbey     | Waterbeach                    | , 1re donation en 1159, fondation de la commanderie en 1169 reprise: 1309, puis 1312, et à nouveau en 1324 finalement donnée à Marie de Châtillon en 1337, puis à l'Ordre des pauvres dames à la mort de celle-ci en 1377, jusqu'à la fermeture de l'abbaye en 1536 | 52° 17′ 37″ N, 0° 11′ 12″ E                                                               |
| Suffolk        | Dunwich         | Dunwich                       | commanderie maritime faisant commerce avec La Rochelle, 1re donation en 1199 par Jean d'Angleterre reprise: 1309, puis: 1312 |                                                                                           |
| Cambridgeshire | Duxford         | Duxford                       | , 1re donation avant 1230 reprise: en 1309, puis en 1313 | 52° 05′ 37″ N, 0° 09′ 38″ E                                                               |
| Suffolk        | Gislingham      | Gislingham                    | fondation avant 1222 reprise: en 1309, dévastée en 1338 | commanderie entièrement détruite                                                          |
| Cambridgeshire | Great Wilbraham | Great Wilbraham               | 1re donation en 1226, voire dès 1170 reprise: en 1309, puis de 1312 à 1350 | 52° 11′ 52″ N, 0° 16′ 16″ E                                                               |
| Hertfordshire  | Lannock         | Weston                        | 1re donation avant 1142 reprise en 1309 y compris l'église de la Sainte-Trinité au sud-est du village | 51° 57′ 37″ N, 0° 11′ 05″ O et l'église de la sainte-Trinité ⇒51° 57′ 13″ N, 0° 09′ 34″ O |
| Hertfordshire  | Temple Chesling | Tonwell (en) / Wadesmill (en) | aussi dénommé Temple Chelsin ou encore Chelse loué à partir de 1253, acquisition en 1269 reprise: en 1309, puis en 1313 | 51° 50′ 31″ N, 0° 03′ 27″ O                                                               |
| Hertfordshire  | Temple Dinsley  | Preston                       | 1re donation vers 1147, fondation avant 1200, possessions jusqu'en 1309: Temple Dinsley (alias Deneslai),, Manoirs de Charlton (alias Morehead), Walden and Hitchin, reprise: en 1309, puis en 1324                                                                 | 51° 54′ 34″ N, 0° 16′ 58″ O                                                               |
| Essex          | Witham          | Witham                        | 1re donation entre 1138 et 1148, dépendante de la commanderie de Cressing à la fin du XIIe siècle |                                                                                           |

Positions géographiques en Angleterre de l'Est, et liens vers les articles correspondants:
| Dunwich Gislingham |

| Cressing Witham |

| Denny Duxford Great Wilbraham |

| Baldock Lannock Temple Chelsing Temple Dinsley |

### Possessions incertaines
Ci-dessous une liste de biens pour lesquels l'appartenance aux templiers n'est pas étayée par des preuves historiques:
- CAVENHAM Templars preceptory: commanderie à confirmer à Temple Bridge, date de fondation inconnue[27].